# 京王運輸
京王運輸株式会社（けいおううんゆ）は、首都圏や信越地方を中心とする物流業務を営む会社で、主に京王百貨店の贈答品の配送や、引越業務を執り行っている。京王グループに属する。本社は東京都多摩市。

## 概要
「京王グループを一翼を担う、総合物流企業」というキャッチコピーのもと、事業を展開している。会社業務は、先に述べた百貨店贈答品の配送や引越の他に、商品の倉庫保管、流通加工、包装業務、産業廃棄物運搬、契約車両等も執り行っている。

## 沿革
- 1964年 - 京王帝都電鉄（当時）の子会社として、京王運輸を設立。

## 店舗
引越業務・倉庫保管
本社・多摩・立川・世田谷
館内物流業務
新宿・聖蹟桜ヶ丘・渋谷・吉祥寺・立川
契約車両
多摩・立川・世田谷